# 小行星2801
小行星2801（2801 Huygens）是一颗围绕太阳公转的小行星。1935年9月28日，亨德里克·范根特在约翰内斯堡发现了此天体。
該小行星以荷蘭天文學家克里斯蒂安·惠更斯命名。
这颗小行星的绝对星等为314.1874166924676等。